# Manta (Sprache)
Das Manta (auch Anta oder Banta genannt) ist eine Graslandsprache des Kamerun.
Es wird vom Volk der Manta gesprochen. Im Jahre 2001 hatte das Manta noch 5.300 Sprecher. Die Dialekte der Sprache sind: Manta, Tanka und Batakpa.